# 霍雷亞鄉 (阿爾巴縣)

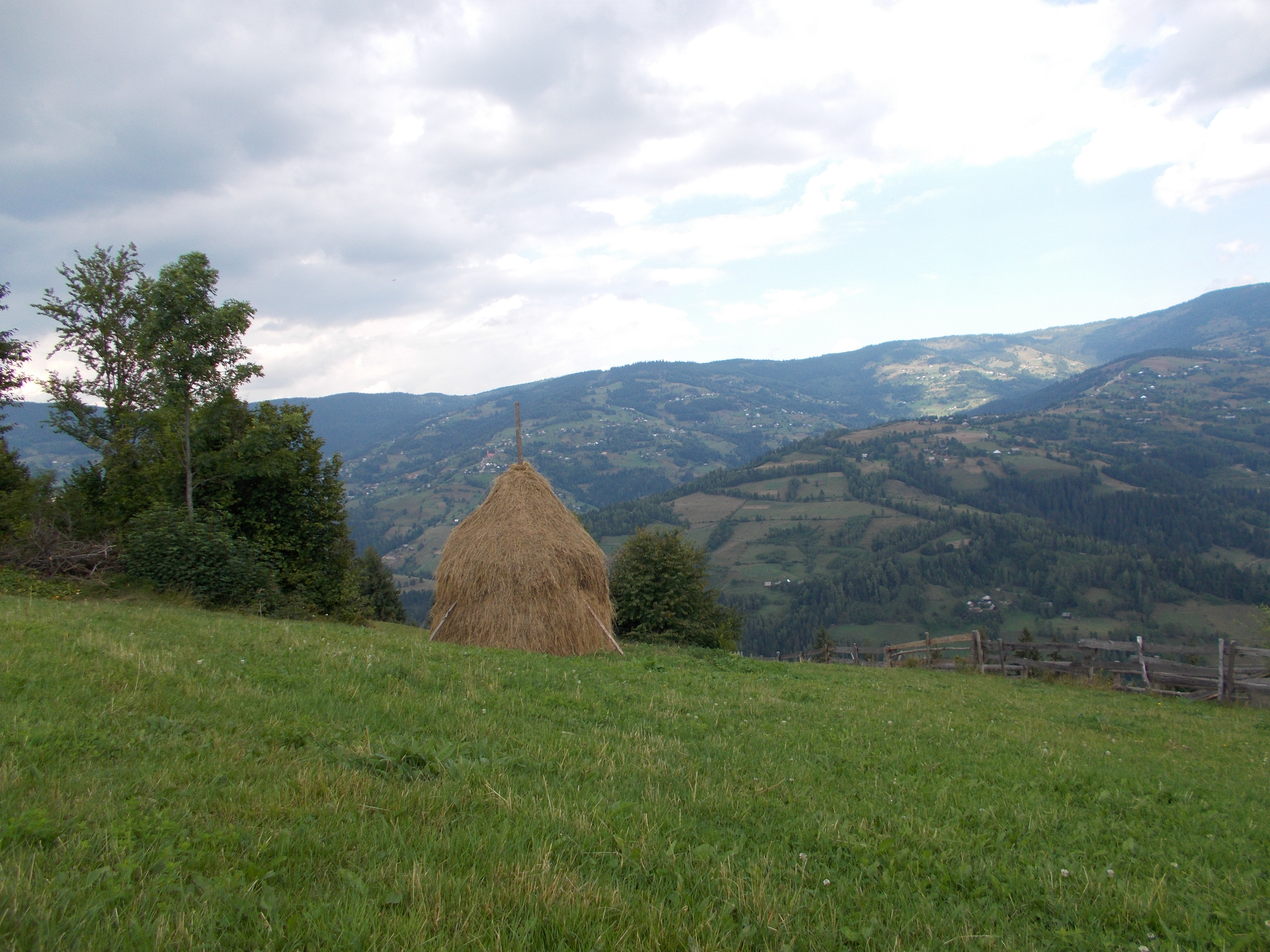

46°27′N 22°58′E / 46.450°N 22.967°E
霍雷亞鄉（羅馬尼亞語：Comuna Horea, Alba），是羅馬尼亞的鄉份，位於該國中部，由阿爾巴縣負責管轄，面積60平方公里，海拔高度137米，2011年人口2,143，人口密度每平方公里37人。